# 尼夫诺耶农村居民点
尼夫诺耶农村居民点（俄语：Нивнянское сельское поселение）是俄罗斯联邦布良斯克州苏拉日区所属的一个农村居民点。其下辖有14个居民点，行政中心为尼夫诺耶。据2015年统计，该农村居民点的人口为1511人。